# Austrophorocera rusti
Austrophorocera rusti är en tvåvingeart som först beskrevs av Aldrich 1929.  Austrophorocera rusti ingår i släktet Austrophorocera och familjen parasitflugor. Inga underarter finns listade i Catalogue of Life.